# Thomas Tomlin, Baron Tomlin
Thomas James Chesshyre Tomlin, Baron Tomlin PC KC (* 6. Mai 1867; † 12. August 1935) war ein britischer Jurist, der zuletzt als Lord of Appeal in Ordinary aufgrund des Appellate Jurisdiction Act 1876 als Life Peer auch Mitglied des House of Lords war. 

## Leben
Tomlin, dessen Vater George Taddy Tomlin ebenfalls Barrister war, absolvierte nach dem Schulbesuch ein Studium der Rechtswissenschaften und erhielt 1891 seine anwaltliche Zulassung bei den Rechtsanwaltskammern (Inns of Court) von Middle Temple und Lincoln’s Inn. Im Anschluss  nahm er eine Tätigkeit als Barrister auf und wurde für seine anwaltlichen Verdienste 1913 Kronanwalt (King’s Counsel) sowie 1918 sogenannter „Bencher“ der Anwaltskammern von Middle Temple und Lincoln’s Inn. Daneben arbeitete er als Rechtsberater des Handelsministeriums (Board of Trade), der Steuerverwaltung (Inland Revenue), der Wald- und Forstkommission (Commission of Woods and Forests), der Wohltätigkeitskommission (Charity Commission) sowie der Bildungsbehörde (Board of Education) und zuletzt 1922 auch als Berater des Royal College of Physicians.
1923 wurde Tomlin Richter an der Kammer für Wirtschaftssachen (Chancery Division) an dem für England und Wales zuständigen  High Court of Justice und als solcher auch zum Knight Bachelor geschlagen, so dass er seither den Namenszusatz „Sir“ führte. Des Weiteren war er von 1923 bis 1933 Vorsitzender der Royal Commission on Awards to Inventors, eine königliche Kommission zur Schlichtung von Patent-Streitigkeiten. Darüber hinaus war er in dieser Zeit 1926 auch Vorsitzender des Verwaltungsrates der Universität London.
Durch ein Letters Patent vom 11. Februar 1929 wurde Tomlin aufgrund des Appellate Jurisdiction Act 1876 als Life Peer mit dem Titel Baron Tomlin, of Ash in the County of Kent, zum Mitglied des House of Lords in den Adelsstand berufen und wirkte bis zu seinem Tod 1935 als Lordrichter (Lord of Appeal in Ordinary). Gleichzeitig wurde er Privy Councillor und war von 1929 bis 1931 Vorsitzender der Königlichen Kommission für den öffentlichen Dienst (Royal Commission on the Civil Service) sowie zeitweise auch Mitglied des Universitätsausschusses des Privy Council.
Nach ihm ist die sogenannte „Tomlin Order“ benannt. Dabei handelt es sich um einen Gerichtsbeschluss im britischen Zivilprozeßrecht, der sich auf im Vorfeld zwischen den Prozessparteien ausgehandelten Vereinbarungen bezieht und diese als Anlage in den Gerichtsbeschluss mit aufnimmt.
Tomlin war verheiratet mit Marion Olivia, geb. Waterfield (1867–1948). Sie hatten fünf Kinder, darunter den Bildhauer Stephen Tomlin.